# Campionati italiani juniores di atletica leggera 2022
I Campionati italiani juniores di atletica leggera 2022 si sono svolti dall'8 al 10 luglio a Rieti, nel Lazio.
La fase di cross è stata disputata il 12 e 13 marzo 2022 a Trieste alla Festa del Cross 2022, ed ha visto vincitori Agnese Carcano e Elia Mattio

## Minimi di qualificazione
| Specialità                 | Uomini                                                                   | Donne                                                                     |
| -------------------------- | ------------------------------------------------------------------------ | ------------------------------------------------------------------------- |
| 100 metri piani            | 11"03                                                                    | 12"45                                                                     |
| 200 metri piani            | 22"40                                                                    | 25"60                                                                     |
| 400 metri piani            | 50"34                                                                    | 59"00                                                                     |
| 800 metri piani            | 1'56"00                                                                  | 2'17"90                                                                   |
| 1500 metri piani           | 4'01"50                                                                  | 4'47"00                                                                   |
| 3000 metri piani           | 8'55"00                                                                  | 10'50"00                                                                  |
| 5000 metri piani           | 15'45"00                                                                 | 19'10"00                                                                  |
| 10000 metri piani          | –                                                                        | –                                                                         |
| 100 metri ostacoli         | –                                                                        | 15"85                                                                     |
| 110 metri ostacoli (0,99m) | 15"70; 16"20 (1.06m)                                                     | –                                                                         |
| 400 metri ostacoli         | 58"00                                                                    | 1'06"95                                                                   |
| 3000 metri siepi           | 10'10"00                                                                 | 12'20"00                                                                  |
| Salto in alto              | 1,91 m                                                                   | 1,60 m                                                                    |
| Salto con l'asta           | 4,00 m                                                                   | 3,15 m                                                                    |
| Salto in lungo             | 6,75 m                                                                   | 5,55 m                                                                    |
| Salto triplo               | 13,75 m                                                                  | 11,45 m                                                                   |
| Getto del peso             | 13,10 m (6 kg); 12,20 m (7,260kg)                                        | 10,10 m                                                                   |
| Lancio del disco           | 41,50 m (1,75 kg); 39,00 m (2 kg)                                        | 33,70 m                                                                   |
| Lancio del martello        | 46,00 m (6 kg); 42,00 m (7,260 kg)                                       | 38.00                                                                     |
| Lancio del giavellotto     | 51,50 m                                                                  | 34.00                                                                     |
| Decathlon                  | 5 600 p.; 4 300 p. (Eptathlon indoor); 5 700 p. (Decathlon allievi 2021) | –                                                                         |
| Eptathlon                  | –                                                                        | 4 000 p.; 3 000 p. (Pentathlon indoor); 4 200 p. (Eptathlon allieve 2021) |
| Marcia 10000 m             | 52'00"00; 25'00"00 (5 km/5000 m); 1h53'00" (20 km)                       | 59'00"00; 28'00"00 (5000 m); - (3000 m); 2h00'00" (20 km)                 |
| Staffetta 4×100 metri      | senza minimo                                                             | senza minimo                                                              |
| Staffetta 4x400 metri      | senza minimo                                                             | senza minimo                                                              |

| Specialità             | 5 km Uomini | 4 km Donne |
| ---------------------- | ----------- | ---------- |
| 800 metri piani        | 1'58"00     | 2'20"00    |
| 1500 metri piani       | 4'05"00     | 5'00"00    |
| 3000 metri piani       | 9'05"00     | 11'20"00   |
| 5000 metri piani       | 15'50"00    | 20'00"00   |
| 10000 metri piani      | 33'30"00    | 41'00"00   |
| 10 km (strada)         | 33'30       | 41'00      |
| 3000 metri siepi       | 10'15"00    | 12'25"00   |
| 2000 metri siepi (u18) | 6'39"00     | 8'03"00    |

## Risultati

### Corsa Campestre, 12-13 marzo a Trieste
| Specialità | Oro                                       | Prestazione | Argento                                         | Prestazione | Bronzo                                  | Prestazione |
| Cross 6 km | Agnese Carcano Atl. Verona ASD Pindemonte | 21'59"      | Beatrice Casagrande Atletica Riviera del Brenta | 22'07"      | Nicole Coppa Bracco Atletica            | 22'27"      |
| Juniores   |                                           |             |                                                 |             |                                         |             |
| Cross 8 km | Elia Mattio ASD Podistica Valle Varaita   | 25'50"      | Matteo Bardea Atletica Valle Bembrana           | 26'05"      | Stefano Benzoni Atletica Valle Bembrana | 26'10"      |

### Uomini
| Specialità                                                                              | Oro                                                                                               | Prestazione        | Argento | Prestazione        | Bronzo                                                                                             | Prestazione        |
| Corse                                                                                   |                                                                                                   |                    | |                    | |                    |
| 100 m                                                                                   | Alessio Faggin G.S. Fiamme Oro Padova                                                             | 10"44 (-1,4 m/s)   | Samuele Rignanese Atl. Bergamo 1959 Oriocenter                                                                | 10"63              | Alessandro Malvezzi Atletica Riccardi Milano 1946                                                  | 10"64              |
| 200 m                                                                                   | Alessio Faggin G.S. Fiamme Oro Padova                                                             | 20"99 (-0,7 m/s)   | Samuele Rignanese Atl. Bergamo 1959 Oriocenter                                                                | 21"22              | Davide Guidolin Atl. Vicentina                                                                     | 21"35              |
| 400 m                                                                                   | Luca Sito Cus Pro Patria Milano                                                                   | 46"82              | Tommaso Boninti Atletica Livorno                                                                              | 47"45              | Marco Zunino Atletica Arcobaleno Savona                                                            | 47"86              |
| 800 m                                                                                   | Francesco Pernici Free-Zone                                                                       | 1'47"67            | Giovanni Lazzaro Assindustria Sport                                                                           | 1'48"19            | Gabriele Angiono Battaglio C.U.S. Torino Atl                                                       | 1'48"60            |
| 1500 m                                                                                  | Thomas Serafini Athletic Club Firex Belluno                                                       | 3'53"95            | Alessandro Morotti Atl. Bergamo 1959 Oriocenter                                                               | 3'54"05            | Elmehdi Bouchouata ASD Interflumina È Più Pomì                                                     | 3'55"19            |
| 3000 m                                                                                  | Thomas Serafini Athletic Club Firex Belluno                                                       | 8'22"84            | Mattia Campi Pro Sesto Atl. Cernusco                                                                          | 8'25"01            | Elmehdi Bouchouata ASD Interflumina È Più Pomì                                                     | 8'26"13            |
| 5000 m                                                                                  | Stefano Benzoni Atl. Valle Brembana                                                               | 14'45"72           | Stefano Cecere Atl. Am. Cisternino Ecolservizi                                                                | 14'50"80           | Andrea Azzarini S.S. Trionfo Ligure                                                                | 14'52"65           |
| Marcia 10 000 m                                                                         | Emiliano Brigante Trieste Atletica                                                                | 43'07"68 >         | Nicola Lomuscio Amatori Atl. Acquaviva                                                                        | 43'17"05 >         | Salvatore Manera ASD San Pietro Clarenza                                                           | 44'06"47 ~         |
| Corse a ostacoli                                                                        |                                                                                                   |                    | |                    | |                    |
| 110 m hs                                                                                | Damiano Dentato Atl.Stud. Rieti Andrea Milardi                                                    | 13"82 (-0,6 m/s)   | Edoardo Corti Atl. Bergamo 1959 Oriocenter                                                                    | 14"04              | Oliver Mulas ASD Maurina Olio Carli                                                                | 14"23              |
| 400 m hs                                                                                | Luca Ostanello Atl-Etica San Vendemiano                                                           | 52"10              | Riccardo Ganz ASD Team Treviso                                                                                | 52"21              | Federico Garofoli Atletica Livorno                                                                 | 52"69              |
| 3000 m siepi                                                                            | Cesare Caiani Atletica Brugnera Fiulintagli                                                       | 9'20"47            | Luca Andreis Euroatletica 2002                                                                                | 9'24"65            | Lorenzo Bellinvia Cus Pisa                                                                         | 9'31"22            |
| Staffette                                                                               |                                                                                                   |                    | |                    | |                    |
| Staffetta 4×100 m                                                                       | Sisport SSD Vincenzo Martinelli Ascanio Andreis De Gregorio Mattia Jason Ndongala Simone Menchini | 41"03              | Atletica Riccardi Milano 1946 Mattia Italo Arnaboldi Andrea Bernardi Alessandro Malvezzi Matteo Luca Cagliero | 41"15              | Atl.Stud. Rieti Andrea Milardi Federico Bonanni Federico Morseletto Damiano Dentato Jacopo Capasso | 41"57              |
| Staffetta 4×400 m                                                                       | ACSI Campidoglio Palatino Daniel De Cesaris Tommaso Ricciardi Matteo Argirò Giacomo Catalano      | 3'16"32            | Assindustria Sport Davide Pilli Tommaso Bortolami Giovanni Lazzaro Jacopo Albertin                            | 3'16"37            | Atletica Arcobaleno Savona Damiano Di Crescenzo Stefano Oberti Mirko Morando Marco Zunino          | 3'21"80            |
| Salti                                                                                   |                                                                                                   |                    | |                    | |                    |
| Salto in alto                                                                           | Marcello Donadoni Fondazione M. Bentegodi                                                         | 2,10 m             | Alessandro Di Gregorio Atl. O.S.A. Saronno Lib.                                                               | 2,10 m             | Alberto Murari Athletic Club 96 Alperia                                                            | 2,03 m             |
| Salto con l'asta                                                                        | Simone Bertelli Safatletica Piemonte ASD                                                          | 5,25 m             | Federico Bonanni Atl.Stud. Rieti Andrea Milardi                                                               | 4,85 m             | Edoardo Cavicchia Atl. Rigoletto                                                                   | 4,70 m             |
| Salto in lungo                                                                          | Samuele Baldi Atl. Libertas Unicusano Livorno                                                     | 7,46 m (? m/s)     | Simone Menchini Sisport SSD                                                                                   | 7,23 m (? m/s)     | Luigi Case ASD U.S. Aterno Pescara                                                                 | 7,21 m (? m/s)     |
| Salto triplo                                                                            | Federico Morseletto Atl.Stud. Rieti Andrea Milardi                                                | 15,84 m (+0,7 m/s) | Federico Lorenzo Bruno Athletic Club 96 Alperia                                                               | 15,61 m (+0,4 m/s) | Alex Fabbri ASD Pontevecchio Bologna                                                               | 15,47 m (+0,9 m/s) |
| Lanci                                                                                   |                                                                                                   |                    | |                    | |                    |
| Getto del peso                                                                          | Segond Emmanuel Musumary Cus Pro Patria Milano                                                    | 18,51 m            | Francesco Mazzoccato Varese Atletica A.S.D.                                                                   | 18,01 m            | Gioele Tengattini Atl. Bergamo 1959 Oriocenter                                                     | 16,79 m            |
| Lancio del disco                                                                        | Matteo Perin ASD Team Treviso                                                                     | 53,36 m            | Matteo Storti AS La Fratellanza 1874                                                                          | 51,15 m            | Francesco Mazzoccato Varese Atletica A.S.D.                                                        | 48,64 m            |
| Lancio del martello                                                                     | Davide Vattolo Atletica Malignani Libertas Udine                                                  | 71,07 m            | Alessandro Feruglio Atletica Malignani Libertas Udine                                                         | 66,08 m            | Lorenzo Mattei Atl.Stud. Rieti Andrea Milardi                                                      | 63,91 m            |
| Lancio del giavellotto                                                                  | Simone Cuciniello Running Club Napoli                                                             | 67,69 m            | Marco Bernardi Atl. Vicentina                                                                                 | 66,05 m            | Raffaele Lettera Atl. Aden Exprivia Molfetta                                                       | 65,56 m            |
| record dei campionati; record nazionale; record personale; record personale stagionale. |                                                                                                   |                    | |                    | |                    |

### Donne
| Specialità                                                                              | Oro                                                                                         | Prestazione       | Argento                                                                                  | Prestazione       | Bronzo                                                                                              | Prestazione       |
| Corse                                                                                   |                                                                                             |                   |                                                                                          |                   | |                   |
| 100 m                                                                                   | Great Nnachi Battaglio C.U.S. Torino Atl                                                    | 12"01 (-1,6 m/s)  | Gaya Bertello Polisport. Novatletica Chieri                                              | 12"03             | Ilenia Angelini C.S. Esercito                                                                       | 12"08             |
| 200 m                                                                                   | Marta Amouhin Amani Cus Pro Patria Milano                                                   | 24"02 (+0,2 m/s)  | Ilenia Angelini C.S. Esercito                                                            | 24"13             | Gaya Bertello Polisport. Novatletica Chieri                                                         | 24"35             |
| 400 m                                                                                   | Nancy Demattè U.S. Quercia Trentingrana                                                     | 55"44             | Zoe Tessarolo Atl. Vicentina                                                             | 55"62             | Charlotte Sana Bracco Atletica                                                                      | 56"50             |
| 800 m                                                                                   | Martina Canazza Bracco Atletica                                                             | 2'08"58           | Martina Brangero A.S.D. Atletica Alba                                                    | 2'09"41           | Alice Mistri G. Alpinistico Vertovese                                                               | 2'09"47           |
| 1500 m                                                                                  | Camilla Galimberti Bracco Atletica                                                          | 4'35"16           | Agnese Carcano Atl. Verona ASD Pindemonte                                                | 4'35"52           | Melissa Fracassini Atl. Arcs CUS Perugia                                                            | 4'37"58           |
| 3000 m                                                                                  | Melissa Fracassini Atl. Arcs CUS Perugia                                                    | 10'01"13          | Chiara Stefani Atl. Bergamo 1959 Oriocenter                                              | 10'05"08          | Emily Vucemillo Sportclub Merano                                                                    | 10'09"31          |
| 5000 m                                                                                  | Axelle Vicari Cus Pro Patria Milano                                                         | 17'05"03          | Greta Settino Toscana Atl. Empoli Nissan                                                 | 17'05"62          | Nicole Coppa Bracco Atletica                                                                        | 17'09"17          |
| Marcia 10 000 m                                                                         | Alexandrina Mihai Atl. BS '50 Metallurg. S. Marco                                           | 45'53"49 >        | Giada Traina Atletica Livorno                                                            | 46'51"44 >~       | Vittoria Di Dato N. Atl. Varese                                                                     | 49'04"30 ~        |
| Corse a ostacoli                                                                        |                                                                                             |                   |                                                                                          |                   | |                   |
| 100 m hs                                                                                | Sandra Milena Ferrari AS La Fratellanza 1874                                                | 13"83 (+2,3 m/s)  | Chiara Minotti Atl. Bergamo 1959 Oriocenter                                              | 13"93             | Marie Burger A.S.D. SSV Brixen                                                                      | 14"11             |
| 400 m hs                                                                                | Alessia Seramondi Atl. BS '50 Metallurg. S. Marco                                           | 57"29             | Ludovica Cavo ASD Atl. Serravallese                                                      | 57"94             | Giulia Ingenito Sisport SSD                                                                         | 59"98             |
| 3000 m siepi                                                                            | Agnese Carcano Atl. Verona ASD Pindemonte                                                   | 10'44"28          | Camilla Galimberti Bracco Atletica                                                       | 11'07"35          | Elena Fontanesi G.S. Self Atl. Montanari Gruzza                                                     | 11'22"87          |
| Staffette                                                                               |                                                                                             |                   |                                                                                          |                   | |                   |
| Staffetta 4×100 m                                                                       | Atl.Stud. Rieti Andrea Milardi Camilla Duri Elena Vergaro Chiara Fratocchi Francesca Farina | 47"23             | Atletica Riviera del Brenta Alice Lubiana Giada Volpato Greta Brugnolo Elena Nessenzia   | 47"53             | Atl. BS '50 Metallurg. S. Marco Martina Cottali Anna Maccagnola Martina Lucarini Anna Marta Carnero | 47"64             |
| Staffetta 4×400 m                                                                       | Bracco Atletica Sveva Temporin Breanna Federica Selley Charlotte Sana Martina Canazza       | 3'46"81           | Atletica Vigevano Bianca Saviana Moretti Susanna Caronti Arianna Frigatti Ludovica Pilla | 3'50"10           | N. Atl. Varese Gaia Fantoni Chiara Cottini Lucia Conti Giada Guidali                                | 3'54"20           |
| Salti                                                                                   |                                                                                             |                   |                                                                                          |                   | |                   |
| Salto in alto                                                                           | Serena Masi Atletica Firenze Marathon S.S.                                                  | 1,78 m            | Francesca Maurino Sisport SSD                                                            | 1,75 m            | Laura Giannelli ASA Ascoli Piceno                                                                   | 1,75 m            |
| Salto con l'asta                                                                        | Martina Raffaeli Fondazione M. Bentegodi                                                    | 3,50 m            | Lorenza Rocchi Atl. Bergamo 1959 Oriocenter                                              | 3,35 m            | Sara Vukelic CUS Parma                                                                              | 3,20 m            |
| Salto in lungo                                                                          | Marta Amouhin Amani Cus Pro Patria Milano                                                   | 6,32 m (+0,4 m/s) | Greta Brugnolo Atletica Riviera del Brenta                                               | 5,98 m (+1,1 m/s) | Sarah Moresco Atl. Stronese - Nuova Nordaffari                                                      | 5,88 m (+0,8 m/s) |
| Salto triplo                                                                            | Francesca Orsatti CUS Parma                                                                 | 12,67 m (? m/s)   | Claudia Tessitore SSD Formia Atl. Leggera A R.L.                                         | 12,59 m (? m/s)   | Chiara Fantin Assindustria Sport                                                                    | 12,37 m (? m/s)   |
| Lanci                                                                                   |                                                                                             |                   |                                                                                          |                   | |                   |
| Getto del peso                                                                          | Anna Musci Alteratletica Locorotondo                                                        | 15,40 m           | Vivian Otoibhi Osagie G.S. Self Atl. Montanari Gruzza                                    | 12,72 m           | Sofia Coppari A. Atl. Fabriano                                                                      | 12,57 m           |
| Lancio del disco                                                                        | Linda Feruglio Atletica Malignani Libertas Udine                                            | 34,19 m           | Vivian Otoibhi Osagie G.S. Self Atl. Montanari Gruzza                                    | 33,43 m           | Vanessa Avogaro Fondazione M. Bentegodi                                                             | 33,33 m           |
| Lancio del martello                                                                     | Rachele Mori GA Fiamme Gialle                                                               | 65,09 m           | Giulia Rossi Fiamme Gialle G. Simoni                                                     | 55,81 m           | Ndaya Raphaelle Mulumba Atl.Stud. Rieti Andrea Milardi                                              | 53,83 m           |
| Lancio del giavellotto                                                                  | Federica Dozio Atl. Lecco-Colombo Costruz.                                                  | 46,61 m           | Sofia Panzarin Atl. Vicentina                                                            | 44,11 m           | Lara Bearzi Bor Atletika                                                                            | 42,55 m           |
| record dei campionati; record nazionale; record personale; record personale stagionale. |                                                                                             |                   |                                                                                          |                   | |                   |

### Prove multiple
| Specialità                                                                              | Oro                                              | Prestazione | Argento                                       | Prestazione | Bronzo                                          | Prestazione |
| Decathlon (uomini)                                                                      | Alberto Nonino Atletica Malignani Libertas Udine | 7 112 p.    | Alessandro Carugati Atl. O.S.A. Saronno Lib.  | 6 896 p.    | Stefano Demo Atletica Canavesana                | 6 827 p.    |
| Eptathlon (donne)                                                                       | Giulia Riccardi GS Trilacum                      | 4 946 p.    | Matilde Carboncini Toscana Atl. Empoli Nissan | 4 884 p.    | Beatrice Carpinello Battaglio C.U.S. Torino Atl | 4 728 p.    |
| record dei campionati; record nazionale; record personale; record personale stagionale. |                                                  |             |                                               |             |                                                 |             |